# Fernando Vilardo
Fernando Pablo Vilardo (Argentina, 1980) es un político argentino. En julio de 2015, fue elegido Legislador de la Ciudad de Buenos Aires por el partido Autodeterminación y Libertad

## Desempeño electoral
Fernando Vilardo ha sido elegido como primer candidato a Legislador de la Ciudad de Buenos Aires por Autodeterminación y Libertad en todas las elecciones legislativas que se realizaron desde el año 2009 hasta el 2015 en la Ciudad de Buenos Aires.

### Elecciones de 2011
En las elecciones a Jefe de Gobierno y Legisladores de la Ciudad de Buenos Aires del año 2011, Autodeterminación y Libertad obtuvo uno de sus peores resultados electorales, al obtener solamente el 1,47% de los votos. Fernando Vilardo encabezó la lista de Legisladores de la Ciudad de Buenos Aires. Sin obtener una banca Junto a su partido, Fernando Vilardo llamó a impugnar el voto en el balotaje entre Mauricio Macri (PRO) y Daniel Filmus (FPV).

### Elecciones del 2013
En las elecciones legislativas de 2013, Autodeterminación y Libertad levantó considerablemente su caudal de votos, obteniendo 3,3% en las elecciones PASO (Primarias Internas Abiertas y Obligatorias) y 4,7% en la ronda final, triplicando el caudal de votos obtenido dos años atrás, pero sin obtener ninguna banca. Fernando Vilardo encabezó la lista de Legisladores de la Ciudad de Buenos Aires de Autodeterminación y Libertad, la cual recibió menos votos que la lista de candidatos a diputados encabezada por Luis Zamora. No pudo obtener una banca como Legislador por un centenar de votos.

### Elecciones porteñas del 2015
En las elecciones a Jefe de Gobierno y Legisladores de la Ciudad de Buenos Aires del año 2015, Autodeterminación y Libertad recibió el 4% de los votos. Fernando Vilardo encabezó la lista de Legisladores y fue elegido legislador para el período 2015-2019. Junto a su partido, Fernando Vilardo llamó a votar en blanco en el balotaje entre Horacio Rodríguez Larreta (PRO) y Martín Lousteau (UCR-CC-PS), considerando a las dos opciones parte de la misma alianza a nivel nacional. En esta elección, el voto en blanco obtuvo su marca récord en la Ciudad de Buenos Aires.